# 象鼻藤
象鼻藤（学名：Dalbergia mimosoides）为豆科黄檀属下的一个种。

## 扩展阅读
- 維基物種上的相關：象鼻藤